# TVR Sagaris
TVR Sagaris – sportowy samochód osobowy produkowany przez brytyjską firmę TVR w latach 2004-2006. Dostępny jako 2-drzwiowe coupé. Do napędu użyto sześciocylindrowego silnika rzędowego o pojemności czterech litrów. Moc przenoszona była na koła tylne poprzez 5-biegową manualną skrzynię biegów.

## Dane techniczne

### Silnik
- R6 4,0 l (3996 cm³), 4 zawory na cylinder, DOHC
- Średnica × skok tłoka: 96,00 mm × 92,00 mm
- Stopień sprężania: 12,2:1
- Moc maksymalna: 412 KM (302,8 kW) przy 7000-7500 obr./min
- Maksymalny moment obrotowy: 473 N•m przy 5000 obr./min

### Osiągi
- Przyspieszenie 0-80 km/h: 3,1 s
- Przyspieszenie 0-100 km/h: 3,8 s
- Prędkość maksymalna: 298 km/h
- Czas przejazdu 400 m: 12,7 s